# فنسنت الباز
فنسنت الباز (بالفرنسية: Vincent Elbaz)‏
```
(و. 
1971
 – 
م
)
[
3
]
 هو 
ممثل
 من 
فرنسا
 . ولد في 
باريس
.
[
1
]
[
4
]
```

## التعليم
تعلم في مدرسة فلوران ‏

## روابط خارجية
- فنسنت الباز على موقع IMDb (الإنجليزية)
- فنسنت الباز على موقع ألو سيني (الفرنسية)
- فنسنت الباز على موقع أول موفي (الإنجليزية)
- فنسنت الباز على موقع قاعدة بيانات الأفلام السويدية (السويدية)
- فنسنت الباز على موقع قاعدة بيانات الفيلم (الإنجليزية)
- فنسنت الباز على موقع كينوبويسك (الروسية)